# Блоковый многогранник
Блоковый многогранник — это (многомерный) многогранник, образованный из симплекса путём многократного приклеивания другого симплекса к одной из его фасет.

## Примеры
Любой симплекс сам по себе является блоковым многогранником.
В трёхмерном пространстве каждый блоковый многогранник является многогранником с треугольными гранями, и некоторые из дельтаэдров (многогранники с гранями в виде правильных треугольников) являются блоковыми многогранниками.
В блоковом многограннике каждый новый симплекс касается только одной из граней предыдущих симплексов. Тогда, например, упятерённый тетраэдр, образованный склеиванием вместе пяти правильных тетраэдров вокруг общего отрезка, является блоковым многогранником (в нём существует небольшая щель между первым и последним тетраэдрами). Однако похоже выглядящая пятиугольная бипирамида блоковым многогранником не является, поскольку при склеивании тетраэдров вместе последний тетраэдр склеен с двумя треугольными гранями предыдущих тетраэдров, а не с одним.
Другие блоковые многогранники:
|               |                  |                 |
| Три тетраэдра | Четыре тетраэдра | Пять тетраэдров |

## Комбинаторная структура

Граф Аполлония, граф блокового многогранника

Неориентированный граф, образованный вершинами и рёбрами блокового многогранника в d-мерном пространстве, является (d + 1)-деревом. Точнее графы блоковых многогранников — это в точности (d + 1)-деревья, в которых любая d-вершинная клика (полный подграф) содержится максимум в двух кликах с (d + 1) вершинами. Например, графы трёхмерных блоковых многогранников — это в точности графы Аполлония, то есть графы, полученные из треугольника путём многократного деления треугольной грани на три меньших треугольника.
Одна из причин важности блоковых треугольников заключается в том, что среди всех d-мерных симплициальных многогранников с заданным числом вершин блоковые многогранники имеют наименьшее возможное число граней высшей размерности. Для трёхмерных симплициальных многогранников число рёбер и двумерных граней определяется числом вершин по формуле Эйлера, независимо от того, является многогранник блоковым или нет, но для более высоких размерностей это неверно. Аналогично симплициальные многогранники, максимизирующие число граней высшей размерности для фиксированного числа вершин — это циклические многогранники.